# Monodontinae
Monodontinae is een onderfamilie van weekdieren uit de klasse van de Gastropoda (slakken).

## Geslachten
- Austrocochlea P. Fischer, 1885
- Diloma Philippi, 1845
- Miofractarmilla Laws, 1948
- Monodonta Lamarck, 1799
- Pachydontella Marwick, 1948 †